# Butteville
Butteville és una concentració de població designada pel cens dels Estats Units a l'estat d'Oregon. Segons el cens del 2000 tenia 293 habitants.

## Demografia
Segons el cens del 2000, Butteville tenia 293 habitants, 106 habitatges, i 83 famílies. La densitat de població era de 108,8 habitants per km².
Dels 106 habitatges en un 33% hi vivien nens de menys de 18 anys, en un 74,5% hi vivien parelles casades, en un 4,7% dones solteres, i en un 20,8% no eren unitats familiars. En el 17,9% dels habitatges hi vivien persones soles el 9,4% de les quals corresponia a persones de 65 anys o més que vivien soles. El nombre mitjà de persones vivint en cada habitatge era de 2,76 i el nombre mitjà de persones que vivien en cada família era de 3,18.
Per edats la població es repartia de la següent manera: un 28,7% tenia menys de 18 anys, un 4,1% entre 18 i 24, un 21,5% entre 25 i 44, un 34,1% de 45 a 60 i un 11,6% 65 anys o més.
L'edat mediana era de 42 anys. Per cada 100 dones de 18 o més anys hi havia 99 homes.
La renda mediana per habitatge era de 36.429 $ i la renda mediana per família de 65.625 $. Els homes tenien una renda mediana de 71.875 $ mentre que les dones 26.607 $. La renda per capita de la població era de 31.258 $. Aproximadament el 9,7% de les famílies i el 12,4% de la població estaven per davall del llindar de pobresa.

## Poblacions més properes
El següent diagrama mostra les poblacions més properes.